# Lyrastadion
Le Lyrastadion (en français : Stade du Lyra) était un stade football situé dans la Mechelsesteenweg, dans la partie occidentale de la ville de Lierre en Province d'Anvers en Belgique. Le stade tire son nom d'un ancien club, le Lyra qui a évolué douze saisons dans la plus haute division belge. L'enceinte a fermé ses portes en mai 2014.
Après la disparition du premier Lyra (fusion avec le rival voisin du Lierse en 1972), un nouveau club; le Lyra TSV voit le jour et reprend les installations.

## Histoire
Le stade est ouvert dès 1912 et une première tribune (40 mètres de long sur 5 de haut) d'une capacité de 5.000 places debout y est érigée. Elle est remplacée neuf ans plus tard par une construction en béton (toit en bois) avec 1.000 places assises.
À partir de 1932, le stade est considérablement agrandi. Une tribune debout est érigée derrière un des buts alors que le bâtiment de 1921 est allongé dans les deux sens. 
Entre 1977 et 1992, le site fait l'objet de plusieurs rénovations.
Au début du XXIe siècle, il apparaît que le stade ne correspond plus « au plan de secteur » en raison du développement du site dite « de Dungelhoeff ». La vénérable enceinte doit disparaître. Le club du Lyra TSV est contraint de se chercher une autre localisation. Le choix se porte sur le site dit de « Hoge Velden » où un nouveau stade et ses accommodations doivent être érigé. Le K. Lyra TSV joue son dernier match au vénérable « Lytrastadion », le 4 mai 2014, avec la venue du vice champion, le RC Hades (défaite 1-2), à l'occasion de la dernière journée du championnat de Promotion, série C. 
Dans l'attente de ses nouvelles installations (pas avant 2017 ?), le « matricule 7776 »  qui évolue en Promotion, évolue sur le terrain du SK Berlaar (matricule 9375), un cercle de 3e provinciale anversoise.

## Galerie

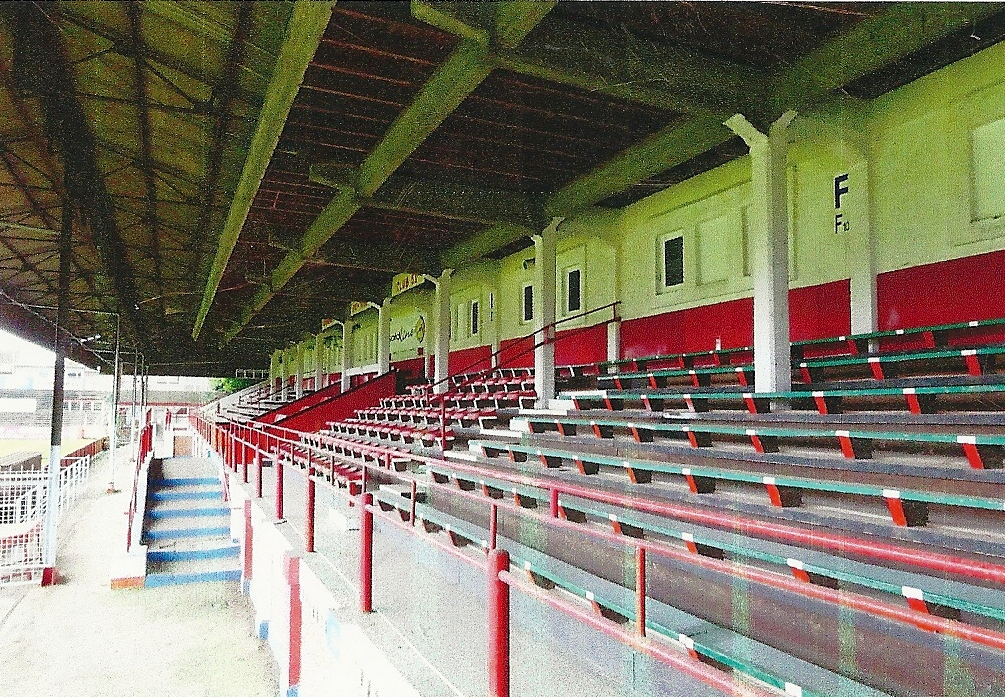
stade 2014
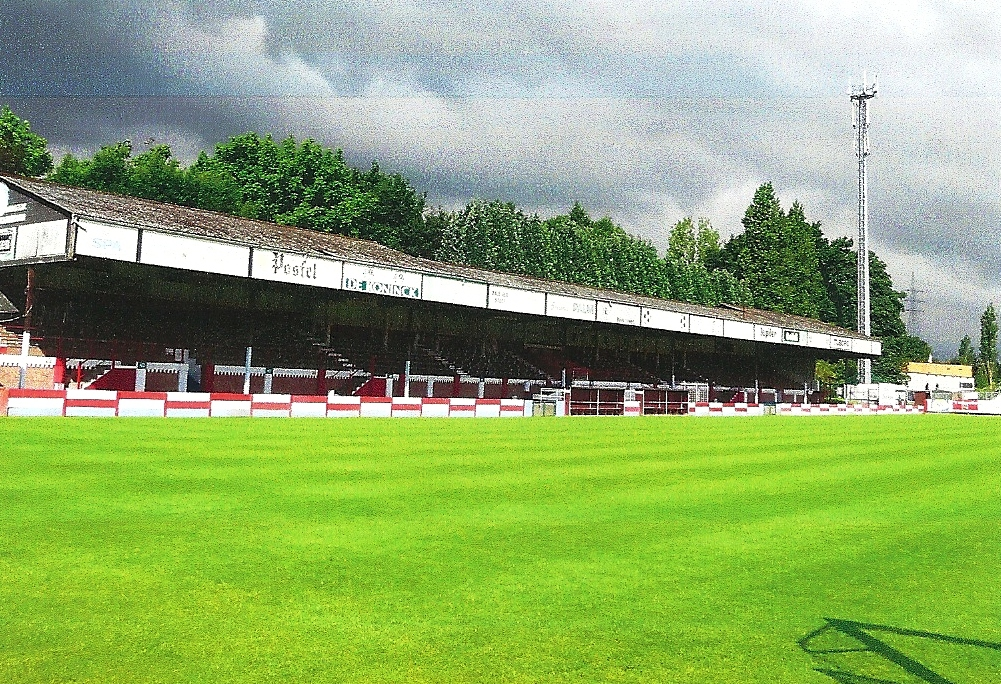
stade 2014
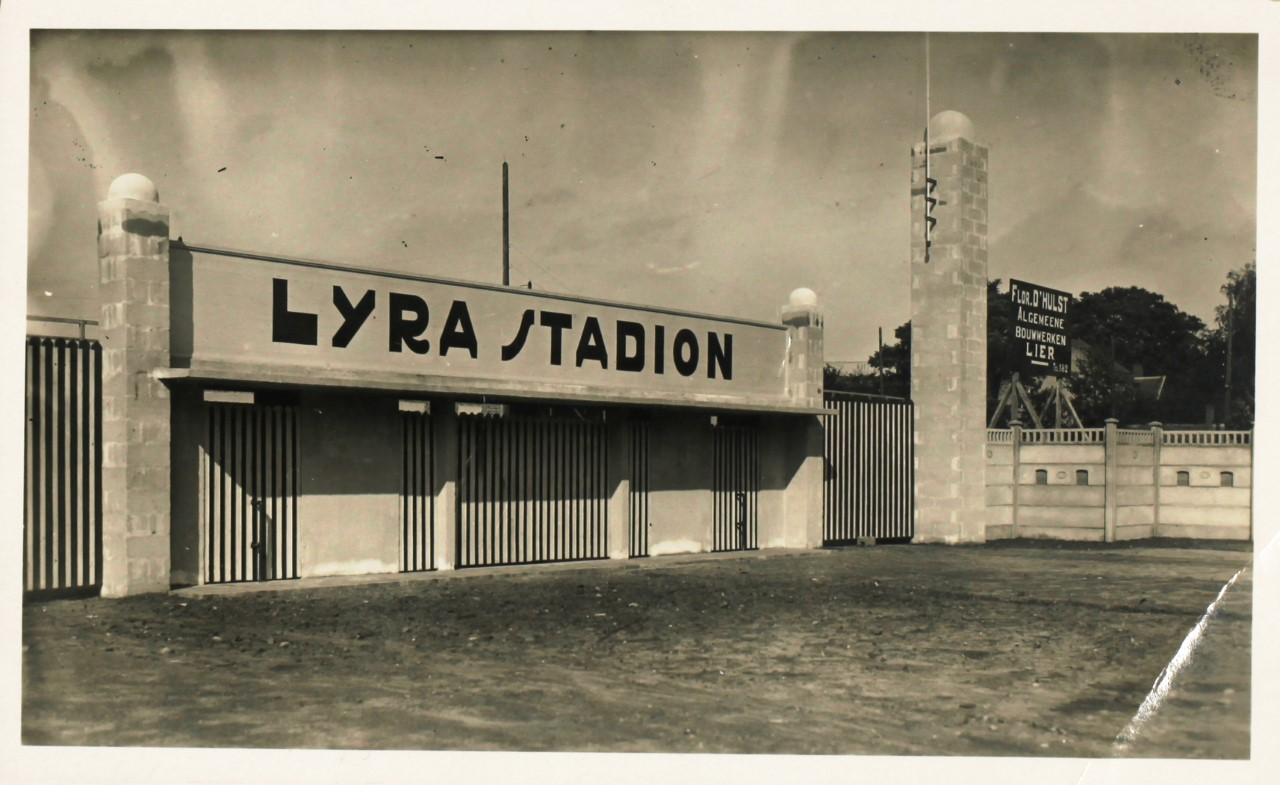
stade 1920

### Sources et liens externes
- Page consacrée au stade sur le website du K. Lyra TSV